# K1 (tenk)
K1 je južno korejski glavni borbeni tenk koji je nastao kao prijetnja sjeverno korejskim T-72. Uz pomoć američke tvrtka General Dynamics koja proizvodi M1 Abrams razvijen je prvi tenk Južne Koreje. Prvi prototip je završen 1983. a serijska proizvodnja je započela 1984. godine u tvrtci Hyundai. Tenk je vrlo sličan tenku M1 Abrams.

## Vatrena moć
Prve inačice K1 imale su top od 105 mm što se smatralo dovoljnim za uništavanje sjevernokorejskih T-62. No na inačici K1A1 postavljen je top 120 mm koji je preuzet s Abramsa. Prvi prototip K1A1 napravljeni su 1996. godine i odmah su ušli u serijsku proizvodnju. SUP koji se koristi je vrlo moderan i jedan od najsuvremenijih u svijetu.

## Oklopna zaštita
Kako bi se dobio tenk male težine i dobre pokretljivosti, ali i dovoljne oklopne zaštite, osnova K1 napravljena je od ploča panciranog čelika. Osjetljiva mjesta kao što su prednji i bočni dio kupole i tijela dodatno su zaštićeni sendvič oklopom, razvijenim u SAD-u. Razina oklopne zaštite je optimizirana prema razini ugroze od sjevernokorejskih tenkova i protuoklopnih raketa, što je omogućilo da masa tenka ostane na malih 51 tonu.

## Pokretljivost
Kako su korejci htjeli moderan, a jeftin tenk, odabrali su MB 871 Dieselov motor njemačke tvrtke MTU. Motor razvija snagu od 1200 KS i omjer snage i težine je 23.48 ks/t. Uz automatsku njemačku transmisiju dobivena je maksimalna brzina od 65 km/h i ubrzanje od 0 do 32 km/h za vrlo dobrih 9.5 sekundi. S 1130 litara Dieselova goriva K1 može prijeći maksimalno 437 kilometara.

## Korisnici
- Južna Koreja

## Vanjske poveznice
- (en) K1A1 MBT na army-technology.com
- (en) Type 88 K1 Glavni borbeni tenk na GlobalSecurity.org
- (en) K1A1 Glavni borbeni tenk na GlobalSecurity.org
- (en) Slike na GlobalSecurity.org